# Mario Austin
Pour les articles homonymes, voir Austin.
Mario Austin, né le 26 février 1982, à Livingston, dans l'Alabama, est un joueur américain de basket-ball. Il évolue aux postes d'ailier fort et de pivot.

## Palmarès
- Coupe d'Israël 2007
- McDonald's All American 2000
- Joueur de l'année de la WBA 2004
- All-WBA First Team 2004
- Meilleur marqueur WBA 2004
- Meilleur rebondeur WBA 2004